# ماتسوشيغي أونو
ماتسوشيغي أونو (باليابانية: 大野 松茂)، من مواليد 15 يناير 1936، هو سياسي ياباني سابق في الحزب الليبرالي الديمقراطي، وشغل منصب عضو مجلس النواب في البرلمان الياباني، انتُخب لعضوية مجلس محافظة سايتاما عام 1979 لفترتين، ثم عمدة مدينته ساياما عام 1986 لفترتين. انتُخب لعضوية مجلس النواب لأول مرة عام 1996.